# Deutsche Fußballmeisterschaft 1937/38
Die 31. deutsche Meisterschaftssaison 1937/38 endete mit einer großen Überraschung. Der Außenseiter Hannoverscher Sportverein von 1896 gewann den deutschen Meistertitel in 2 Endspielen gegen den FC Schalke 04. Hannover 96 hatte die niedersächsische Meisterschaft nur aufgrund der besseren Tordifferenz vor dem VfL Osnabrück gewonnen. In der Endrunde um die deutsche Meisterschaft blieb Hannover 96 ungeschlagen.

## Teilnehmer an der Endrunde
| Verein                       | Qualifiziert als                       |
| Yorck Boyen Insterburg       | Meister des Gauliga Ostpreußen         |
| Stettiner SC                 | Meister der Gauliga Pommern            |
| Berliner SV 92               | Meister der Gauliga Berlin-Brandenburg |
| Vorwärts-Rasensport Gleiwitz | Meister der Gauliga Schlesien          |
| BC Hartha                    | Meister der Gauliga Sachsen            |
| SV Dessau 05                 | Meister der Gauliga Mitte              |
| Hamburger SV                 | Meister der Gauliga Nordmark           |
| Hannover 96                  | Meister der Gauliga Niedersachsen      |
| FC Schalke 04                | Meister der Gauliga Westfalen          |
| Fortuna Düsseldorf           | Meister der Gauliga Niederrhein        |
| Alemannia Aachen             | Meister der Gauliga Mittelrhein        |
| FC Hanau 93                  | Meister der Gauliga Hessen             |
| Eintracht Frankfurt          | Meister der Gauliga Südwest            |
| VfR Mannheim                 | Meister der Gauliga Baden              |
| VfB Stuttgart                | Meister der Gauliga Württemberg        |
| 1. FC Nürnberg               | Meister der Gauliga Bayern             |

Alemannia Aachen galt zum Endrundenbeginn als Mittelrheinmeister und nahm an der Endrunde teil. In der Folge konnte jedoch der SV Beuel 06 einen Protest erfolgreich durchsetzen und bekam am grünen Tisch zwei Punkte aus einem verlorenen Spiel zugesprochen, so dass nunmehr die Beueler Mittelrheinmeister waren. Für eine Endrundenteilnahme war es jedoch bereits zu spät.

## Gruppenspiele

### Gruppe A
| Pl. | Verein                 | Sp. | S | U | N | Tore    | Quote | Punkte |
| --- | ---------------------- | --- | - | - | - | ------- | ----- | ------ |
| 1.  | Hamburger SV           | 6   | 5 | 0 | 1 | 021:500 | 4,20  | 10:20  |
| 2.  | Eintracht Frankfurt    | 6   | 5 | 0 | 1 | 024:130 | 1,85  | 10:20  |
| 3.  | Stettiner SC           | 6   | 2 | 0 | 4 | 012:180 | 0,67  | 04:80  |
| 4.  | Yorck Boyen Insterburg | 6   | 0 | 0 | 6 | 004:250 | 0,16  | 0:12   |

| Datum          |                        | Ergebnis  |                        | Stadion                               |
| -------------- | ---------------------- | --------- | ---------------------- | ------------------------------------- |
| 27. März 1938  | Stettiner SC           | 1:0 (0:0) | Yorck Boyen Insterburg | Stettin, Richard-Lindemann-Sportplatz |
| 03. April 1938 | Hamburger SV           | 2:0 (1:0) | Stettiner SC           | Hamburg, Rothenbaum-Stadion           |
| 03. April 1938 | Yorck Boyen Insterburg | 1:5 (1:2) | Eintracht Frankfurt    | Insterburg, Kasernenhof               |
| 15. April 1938 | Yorck Boyen Insterburg | 0:6 (0:2) | Hamburger SV           | Insterburg, Kasernenhof               |
| 15. April 1938 | Stettiner SC           | 5:6 (1:2) | Eintracht Frankfurt    | Stettin, Richard-Lindemann-Sportplatz |
| 18. April 1938 | Stettiner SC           | 1:3 (1:2) | Hamburger SV           | Stettin, Richard-Lindemann-Sportplatz |
| 24. April 1938 | Hamburger SV           | 5:0 (3:0) | Eintracht Frankfurt    | Hamburg, Stadion Hoheluft             |
| 24. April 1938 | Yorck Boyen Insterburg | 2:5 (1:1) | Stettiner SC           | Insterburg, Kasernenhof               |
| 30. April 1938 | Eintracht Frankfurt    | 5:0 (1:0) | Stettiner SC           | Frankfurt am Main, Waldstadion        |
| 30. April 1938 | Hamburger SV           | 3:1 (3:0) | Yorck Boyen Insterburg | Hamburg, Rothenbaum-Stadion           |
| 08. Mai 1938   | Eintracht Frankfurt    | 5:0 (3:0) | Yorck Boyen Insterburg | Frankfurt am Main, Waldstadion        |
| 22. Mai 1938   | Eintracht Frankfurt    | 3:2 (1:1) | Hamburger SV           | Frankfurt am Main, Waldstadion        |

### Gruppe B
| Pl. | Verein         | Sp. | S | U | N | Tore    | Quote | Punkte |
| --- | -------------- | --- | - | - | - | ------- | ----- | ------ |
| 1.  | FC Schalke 04  | 6   | 3 | 2 | 1 | 019:600 | 3,17  | 08:40  |
| 2.  | VfR Mannheim   | 6   | 3 | 2 | 1 | 015:100 | 1,50  | 08:40  |
| 3.  | Berliner SV 92 | 6   | 1 | 2 | 3 | 008:110 | 0,73  | 04:80  |
| 4.  | SV Dessau 05   | 6   | 1 | 2 | 3 | 006:210 | 0,29  | 04:80  |

| Datum          |                | Ergebnis  |                | Stadion                                 |
| -------------- | -------------- | --------- | -------------- | --------------------------------------- |
| 20. März 1938  | SV Dessau 05   | 0:0       | Berliner SV 92 | Dessau, Schillerpark                    |
| 27. März 1938  | VfR Mannheim   | 6:1 (2:0) | SV Dessau 05   | Mannheim, Stadion                       |
| 27. März 1938  | Berliner SV 92 | 1:1 (1:1) | FC Schalke 04  | Berlin, Olympiastadion                  |
| 03. April 1938 | Berliner SV 92 | 3:1 (1:0) | VfR Mannheim   | Berlin, Poststadion                     |
| 15. April 1938 | SV Dessau 05   | 0:6 (0:2) | FC Schalke 04  | Halle (Saale), Mitteldeutsche Kampfbahn |
| 18. April 1938 | FC Schalke 04  | 1:2 (0:0) | VfR Mannheim   | Gelsenkirchen, Glückauf-Kampfbahn       |
| 24. April 1938 | VfR Mannheim   | 3:2 (2:0) | Berliner SV 92 | Mannheim, Stadion                       |
| 30. April 1938 | Berliner SV 92 | 2:3 (0:1) | SV Dessau 05   | Berlin, Poststadion                     |
| 30. April 1938 | VfR Mannheim   | 2:2 (1:2) | FC Schalke 04  | Mannheim, Stadion                       |
| 08. Mai 1938   | FC Schalke 04  | 3:0 (2:0) | Berliner SV 92 | Gelsenkirchen, Glückauf-Kampfbahn       |
| 08. Mai 1938   | SV Dessau 05   | 1:1 (0:1) | VfR Mannheim   | Dessau, Schillerpark                    |
| 22. Mai 1938   | FC Schalke 04  | 6:1 (4:0) | SV Dessau 05   | Münster, Preußenstadion                 |

### Gruppe C
| Pl. | Verein                  | Sp. | S | U | N | Tore    | Quote | Punkte |
| --- | ----------------------- | --- | - | - | - | ------- | ----- | ------ |
| 1.  | Fortuna Düsseldorf      | 6   | 4 | 2 | 0 | 014:400 | 3,50  | 10:20  |
| 2.  | BC Hartha               | 6   | 1 | 4 | 1 | 008:120 | 0,67  | 06:60  |
| 3.  | VfB Stuttgart           | 6   | 2 | 1 | 3 | 014:900 | 1,56  | 05:70  |
| 4.  | Vorwärts RaSpo Gleiwitz | 6   | 1 | 1 | 4 | 009:200 | 0,45  | 03:90  |

| Datum          |                         | Ergebnis  |                         | Stadion                                |
| -------------- | ----------------------- | --------- | ----------------------- | -------------------------------------- |
| 13. März 1938  | Vorwärts RaSpo Gleiwitz | 0:3 (0:1) | Fortuna Düsseldorf      | Gleiwitz, Kampfbahn Oberschlesien      |
| 20. März 1938  | VfB Stuttgart           | 1:1 (1:1) | BC Hartha               | Stuttgart, Adolf-Hitler-Kampfbahn      |
| 27. März 1938  | Fortuna Düsseldorf      | 3:0 (3:0) | VfB Stuttgart           | Düsseldorf, Rheinstadion               |
| 27. März 1938  | BC Hartha               | 2:2 (1:1) | Vorwärts RaSpo Gleiwitz | Hartha, Industrie-Stadion              |
| 03. April 1938 | VfB Stuttgart           | 7:1 (2:1) | Vorwärts RaSpo Gleiwitz | Stuttgart, VfB-Platz                   |
| 15. April 1938 | BC Hartha               | 1:1 (0:1) | Fortuna Düsseldorf      | Chemnitz, Stadion an der Gellertstraße |
| 15. April 1938 | Vorwärts RaSpo Gleiwitz | 0:5 (0:2) | VfB Stuttgart           | Gleiwitz, Kampfbahn Oberschlesien      |
| 24. April 1938 | BC Hartha               | 2:1 (0:1) | VfB Stuttgart           | Plauen, Vogtlandstadion                |
| 30. April 1938 | Fortuna Düsseldorf      | 2:2 (1:2) | BC Hartha               | Oberhausen, Stadion Niederrhein        |
| 08. Mai 1938   | Vorwärts RaSpo Gleiwitz | 5:0 (1:0) | BC Hartha               | Gleiwitz, Kampfbahn Oberschlesien      |
| 08. Mai 1938   | VfB Stuttgart           | 0:2 (0:0) | Fortuna Düsseldorf      | Stuttgart, Adolf-Hitler-Kampfbahn      |
| 22. Mai 1938   | Fortuna Düsseldorf      | 3:1 (0:1) | Vorwärts RaSpo Gleiwitz | Düsseldorf, Rheinstadion               |

- Das Spiel Stuttgart gegen Gleiwitz fand nicht im großen Stuttgarter Stadion , sondern auf dem VfB-Platz statt .

(Quelle Kicker Nr. 14 vom 5.4.38 , Seite 19)
- Das Stadion des Vorwärts RaSp Gleiwitz befand sich seinerzeit im Umbau und wurde Kampfbahn Oberschlesien genannt .

(Quelle Kicker Nr. 16 vom 20.4.38 , Seite 15)

### Gruppe D
| Pl. | Verein           | Sp. | S | U | N | Tore    | Quote | Punkte |
| --- | ---------------- | --- | - | - | - | ------- | ----- | ------ |
| 1.  | Hannover 96      | 6   | 6 | 0 | 0 | 016:500 | 3,20  | 12:0   |
| 2.  | 1. FC Nürnberg   | 6   | 4 | 0 | 2 | 015:900 | 1,67  | 08:40  |
| 3.  | Alemannia Aachen | 6   | 2 | 0 | 4 | 011:170 | 0,65  | 04:80  |
| 4.  | FC Hanau 93      | 6   | 0 | 0 | 6 | 005:160 | 0,31  | 0:12   |

| Datum          |                  | Ergebnis  |                  | Stadion                                      |
| -------------- | ---------------- | --------- | ---------------- | -------------------------------------------- |
| 27. März 1938  | 1. FC Nürnberg   | 4:2 (2:0) | Alemannia Aachen | Nürnberg, Zabo                               |
| 27. März 1938  | Hannover 96      | 1:0 (0:0) | FC Hanau 93      | Hannover, Radrennbahn am Pferdeturm          |
| 03. April 1938 | Hannover 96      | 2:1 (0:0) | 1. FC Nürnberg   | Hannover, Hindenburg-Kampfbahn               |
| 15. April 1938 | FC Hanau 93      | 2:4 (2:2) | Alemannia Aachen | Hanau, Stadion an der Aschaffenburger Straße |
| 18. April 1938 | FC Hanau 93      | 1:3 (1:1) | Hannover 96      | Kassel, Hessenkampfbahn                      |
| 18. April 1938 | Alemannia Aachen | 1:3 (0:2) | 1. FC Nürnberg   | Aachen, Waldstadion                          |
| 24. April 1938 | 1. FC Nürnberg   | 2:1 (2:1) | FC Hanau 93      | Nürnberg, Zabo                               |
| 30. April 1938 | Alemannia Aachen | 1:2 (1:2) | Hannover 96      | Aachen, Waldstadion                          |
| 08. Mai 1938   | FC Hanau 93      | 1:4 (1:3) | 1. FC Nürnberg   | Hanau, Stadion an der Aschaffenburger Straße |
| 08. Mai 1938   | Hannover 96      | 6:1 (2:0) | Alemannia Aachen | Hannover, Hindenburg-Kampfbahn               |
| 22. Mai 1938   | 1. FC Nürnberg   | 1:2 (1:1) | Hannover 96      | Nürnberg, Städtisches Stadion                |
| 22. Mai 1938   | Alemannia Aachen | 2:0 (2:0) | FC Hanau 93      | Aachen, Waldstadion                          |

- Alemannia Aachen spielte alle Spiele im Aachener Waldstadion, da der alte Tivoli nicht die Kapazität hatte.

(Quelle Kicker Nr. Nr.17 vom 26.4.38, Seite 38 und Wikipedia alter Tivoli)

## Halbfinale
| Datum        |               | Ergebnis             |                    | Stadion                         |
| ------------ | ------------- | -------------------- | ------------------ | ------------------------------- |
| 29. Mai 1938 | FC Schalke 04 | 1:0 (1:0)            | Fortuna Düsseldorf | Köln, Müngersdorfer Stadion     |
| 29. Mai 1938 | Hannover 96   | 3:2 n. V. (2:2, 0:2) | Hamburger SV       | Dresden, Stadion am Ostragehege |

## Spiel um Platz 3
| Datum         |                    | Ergebnis  |              | Stadion              |
| ------------- | ------------------ | --------- | ------------ | -------------------- |
| 26. Juni 1938 | Fortuna Düsseldorf | 0:0 n. V. | Hamburger SV | Bremen, Weserstadion |

### Wiederholungsspiel
| Datum         |                    | Ergebnis  |              | Stadion                |
| ------------- | ------------------ | --------- | ------------ | ---------------------- |
| 03. Juli 1938 | Fortuna Düsseldorf | 4:2 (2:0) | Hamburger SV | Berlin, Olympiastadion |

## Finale
| Paarung        | Hannover 96 – FC Schalke 04 |
| Ergebnis       | 3:3 n. V. (3:3, 0:2) |
| Datum          | 26. Juni 1938 |
| Stadion        | Olympiastadion, Berlin |
| Zuschauer      | 92.289 |
| Schiedsrichter | Wilhelm Peters (Berlin) |
| Tore           | 0:1 Poertgen (Handelfmeter, 29.), 0:2 Kalwitzki (35.), 1:2 R. Meng (47.), 1:3 Poertgen (67.), 2:3 Gellesch (76., Eigentor), 3:3 E. Meng (87.)                                                          |
| Hannover 96    | Ludwig Pritzer – Helmut Sievert, Willi Petzold – Johannes Jakobs, Ernst Deike, Ludwig Männer – Edmund Malecki, Ludwig Pöhler, Erich Meng, Peter Lay, Richard Meng Cheftrainer: Robert Fuchs            |
| FC Schalke 04  | Hans Klodt – Ernst Sontow, Hans Bornemann – Rudolf Gellesch, Otto Tibulsky, Walter Berg – Ernst Kalwitzki, Fritz Szepan, Ernst Poertgen, Ernst Kuzorra, Willi Mecke Cheftrainer: Hans „Bumbes“ Schmidt |

### Wiederholungsspiel
| Paarung        | Hannover 96 – FC Schalke 04 |
| Ergebnis       | 4:3 n. V. (3:3, 1:1) |
| Datum          | 3. Juli 1938 |
| Stadion        | Olympiastadion, Berlin |
| Zuschauer      | 94.812 |
| Schiedsrichter | Hans Grabler (Regensburg) |
| Tore           | 1:0 R. Meng (9.), 1:1 Kuzorra (23.), 1:2 Kuzorra (69.), 2:2 R. Meng (70.), 2:3 Szepan (71.), 3:3 Jacobs (88., Handelfmeter), 4:3 E. Meng (117.)                                                        |
| Hannover 96    | Ludwig Pritzer – Helmut Sievert, Willi Petzold – Johannes Jakobs, Ernst Deike, Ludwig Männer – Edmund Malecki, Ludwig Pöhler, Erich Meng, Peter Lay, Richard Meng Cheftrainer: Robert Fuchs            |
| FC Schalke 04  | Hans Klodt – Ernst Sontow, Hans Bornemann – Rudolf Gellesch, Otto Tibulsky, Walter Berg – Ernst Kalwitzki, Fritz Szepan, Ernst Poertgen, Ernst Kuzorra, Willi Mecke Cheftrainer: Hans „Bumbes“ Schmidt |